# Wohn- und Geschäftshäuser Deichstraße 5 bis 8

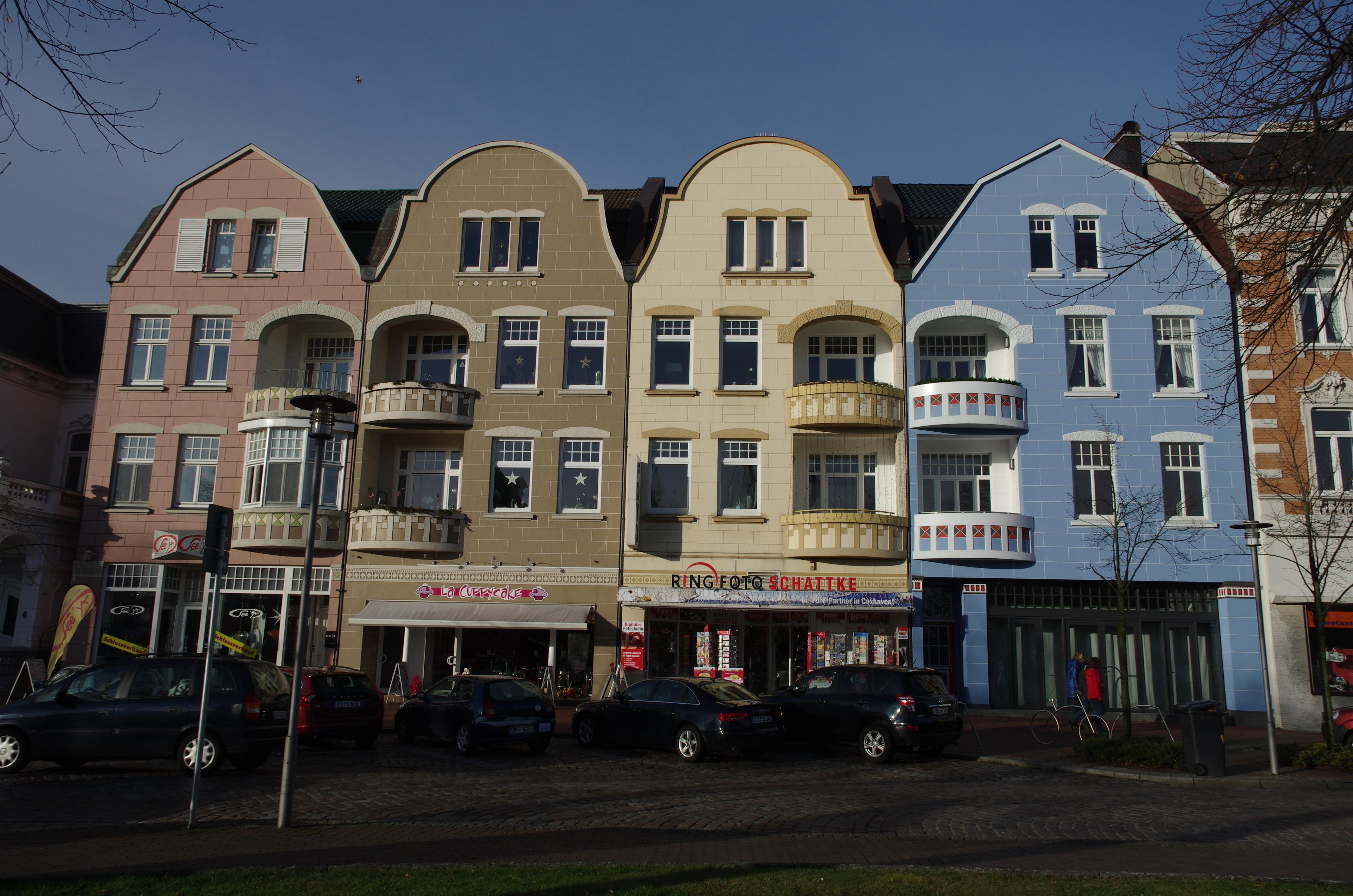
Deichstraße 5 bis 8

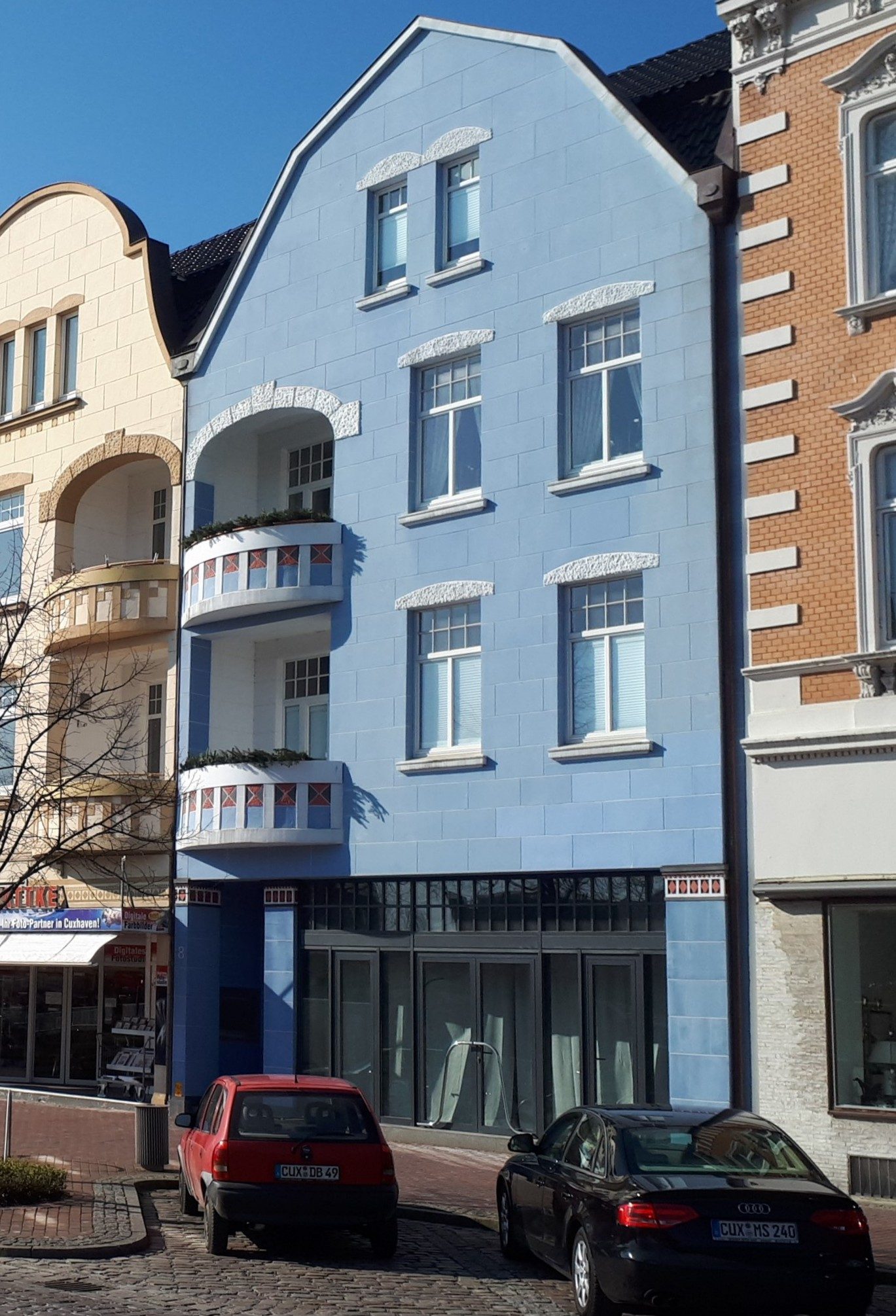
Deichstraße 8

Die Wohn- und Geschäftshäuser Deichstraße 5 bis 8 in Cuxhaven, stammen von Anfang des 20. Jahrhunderts.

Die Häuser werden heute (2020) auch für Büros und ein Café genutzt.
Die Gebäude stehen unter niedersächsischem Denkmalschutz und sind in der Liste der Baudenkmale in Cuxhaven enthalten.

## Geschichte
Die Deichstraße wurde benannt nach dem ursprünglichen Verlauf am westlichen Hafenobdeich. Rund zehn Häuser sind hier denkmalgeschützt.
Die dreigeschossigen verputzten Gebäude mit den seitlichen markanten Loggien und den unterschiedlichen Giebelformen entstanden um 1910 im moderneren Stil der Bauten nach der Jahrhundertwende.

Die Gebäude Deichstraße 4, 9, 10, 12A, 13a, 20 und 40 stehen auch unter Denkmalschutz, für Nr. 12 wurde der Denkmalschutz aufgehoben. 
Koordinaten: 53° 51′ 47,6″ N, 8° 41′ 56,1″ O